# Hvězdoš kalužní
Hvězdoš kalužní (Callitriche stagnalis), druh rodu hvězdoš, je obojživelná bylina vázána na bahnité, mělké a často vysychající stojaté vody.

## Výskyt
Rostlina roste v celé Evropě, západní a jihozápadní Asii i na severu a západě Afriky. Jako invazivní rostlina se rozšířila po Japonsku, Severní Americe, Austrálii, Novém Zélandu a v Oceánii na Nové Kaledonii. V České republice se vyskytuje roztroušeně na větší části území, vyjma jižní a jihovýchodní Moravy, kde se takřka nevyskytuje. Nejčastěji je ke spatření ve středních polohách, jen zřídka se nachází v tekoucí vodě. Není citlivá na pH, snáší eutrofní i znečištěné vody.
Vyskytuje se v mrtvých ramenech řek a jejich naplaveninách, v lesních prameništích a mokřadech, bahnitých terénních proláklinách, na obnažených dnech rybníků a jezer, ale nejčastější (v 95 %) jeho lokalitou jsou louže na lesních cestách. Roste také u mořského pobřeží v brakické vodě. Ve stinných lesnatých oblastech bývá nejčastějším zástupcem rodu, v bezlesých je poměrně vzácná.

## Popis
Jednoletá bylina která je ve vzácných případech i krátce vytrvalá. Bohatě větvené, světle zelené, velmi křehké lodyhy vyrůstají z vytrvalého oddenku ukotveného v bahně. Dosahují průměrně délky do 35 cm, v hlubších vodách až 70 cm, na koncích lodyh jsou plovoucí řídké růžice listů ze 6 až 12 širokých listů. Lodyhy porůstají vstřícnými světlezelenými listy obkopinatého nebo okrouhlého tvaru s 1 až 7 žilkami, bývají dlouhé 3 až 19 mm a široké 1 až 8 mm. Pozemní formy hvězdoše kalužního, vyrůstající z oddenků ve vlhkém bahně, mají kratší plazivé lodyhy vypouštějící v uzlinách kořínky a jsou zakončeny shlukem jen řídce vyrůstajících drobných listu; tato seskupení se za klasické růžice nepovažují.
Na jednodomých rostlinách vyrůstají jednopohlavné květy bez okvětí s často opadavými blanitými listeny. Objevují se většinou po jednom v paždí obou protistojných listů, nejčastěji jsou opačného pohlaví, vyrůstají u listů v růžici i listů na lodyze. V samčím květu je až 5 mm dlouhá tyčinka s nitkou nesoucí prašník se žlutými, kulovitými nebo slabě elipsoidními pylovými zrny. Samičí květ má horní, dvoudílný semeník se dvěma čnělkami až 6 mm dlouhými, každý oddíl semeníku se po opylení rozdělí nepravou přepážkou na polovinu. Kvete od května do listopadu. Počet chromozomů (2n) = 10.

## Opylení
U květů v růžici jsou pohlavní orgány vynořeny před opylenín nad hladinou, později se sklopí a plody se vyvíjejí i dozrávají pod hladinou. Květy vynořené nad hladinou nebo květy pozemních forem jsou opylovány anemogamicky (pylem roznášeným větrem). Později se dalším růstem lodyhy květy dostávají pod hladinu. Před úplným ponořením mají krátce možnost opylit se epihydrogamicky (pylem plavajícím po hladině).
Plodem je okrouhlá tvrdka obsahující 4 semena. Po dozrání je tvrdka nejčastěji béžové až šedé barvy a bývá dlouhá 1,2 až 1,6 mm a široká 1,1 až 1,5 mm. Na vrcholu má přímé, rozestálé nebo obloukovitě nazpět ohnuté zbytky čnělek, na hranách semen je křidélko široké 0,1 až 0,5 mm.